# Det georgiska upproret på Texel
Det georgiska upproret på Texel (nederländska: Opstand der Georgiërs) var en drabbning i slutet av andra världskriget på den nordfrisiska ön Texel i Nederländerna.
En bataljon i den tyska arméns georgiska legion var stationerad på Texel, och mellan 4 april och 20 maj 1945 kämpade de georgiska soldaterna mot den tyska ockupationsmakten i ett försök att ta över ön. De lyckades dock inte erövra fästningsverken på kusten och slogs tillbaka efter flera veckors hårda strider. Texel blev  Europas sista slagfält.

## Historik

### Bakgrund

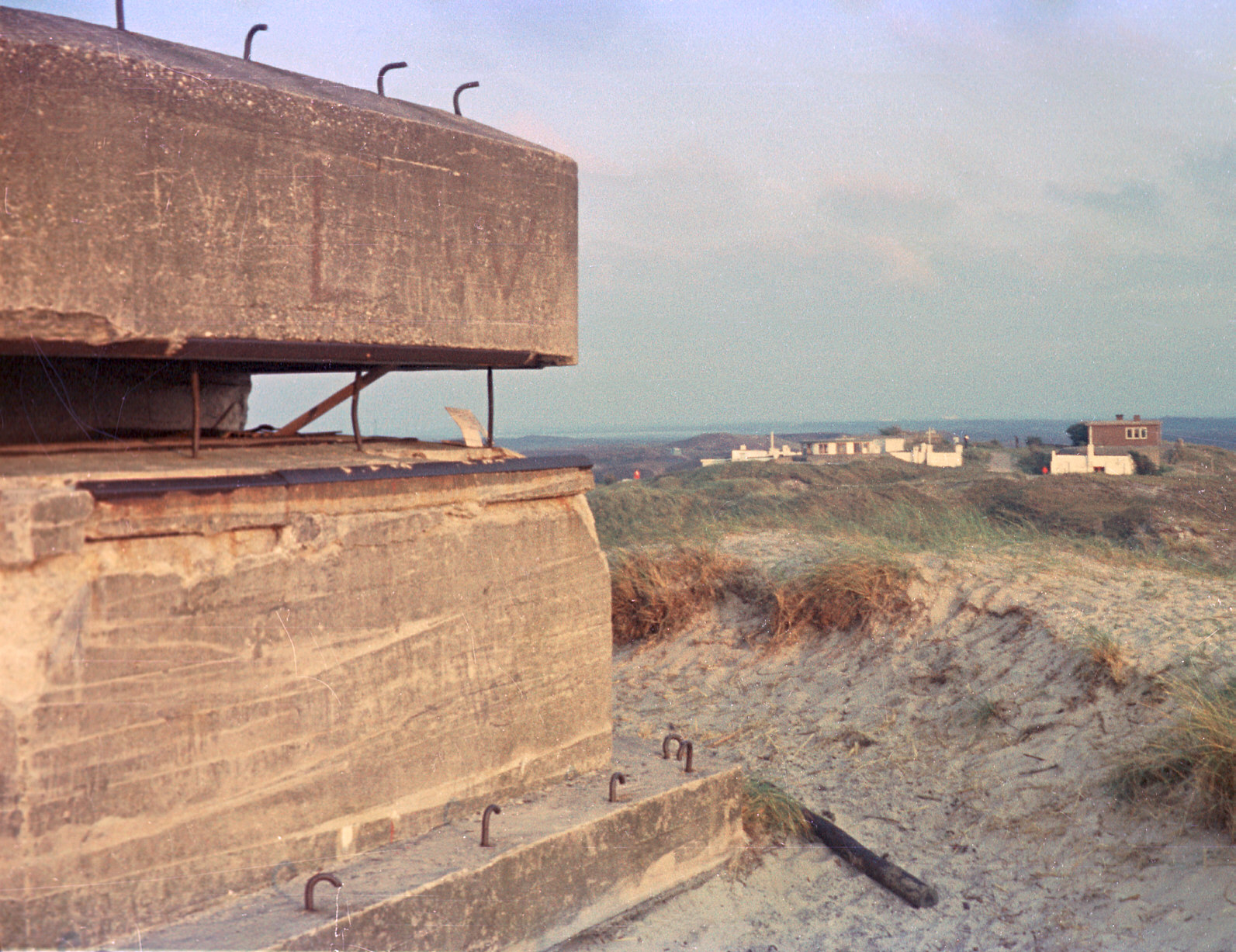
Rester av en tysk bunker på Texel.

Ön Texel var under andra världskriget en viktig del av den tyska försvarslinjen Atlantvallen. De georgiska soldaterna som stationerades där var främst krigsfångar från Georgiska SSR; de hade tagits till fånga på östfronten och sedan anslutit sig till Wehrmacht som hjälptrupper. Infanteribataljon 882 Königin Tamara bestod av 800 georgier och 400 tyskar under tyskt befäl. De hade fått veta att bataljonen skulle förflyttas till den tyska fronten för att bekämpa de allierade, och för att förhindra detta gjorde georgierna uppror.

### Upproret
Natten mellan den 5 och 6 april 1945 gjorde georgierna uppror och tog kontroll över ön. Ledare för upproret var Shalva Loladze, en tidigare kapten i det ryska flygvapnet. Omkring 400 tyska soldater dödades i sömnen den natten. Georgierna lyckades dock inte erövra kustartilleriets fästningsverk på norra och södra delen av ön. De tyska trupperna, förstärkta med omkring 2 000 skyttar från Marinskyddsregimente 163 och stridsvagnar från fastlandet, gick till motoffensiv. Upprorsmännen besköts från de intakta befästningarna, och under de följande fem veckorna återtog tyskarna långsamt ön. Striderna var mest intensiva i Eierland och runt fyrtornet i norr. De tyska trupperna finkammade Texel efter georgier som lokalbefolkningen försökte gömma. De som hittades fick gräva sin egen grav innan de avrättades.

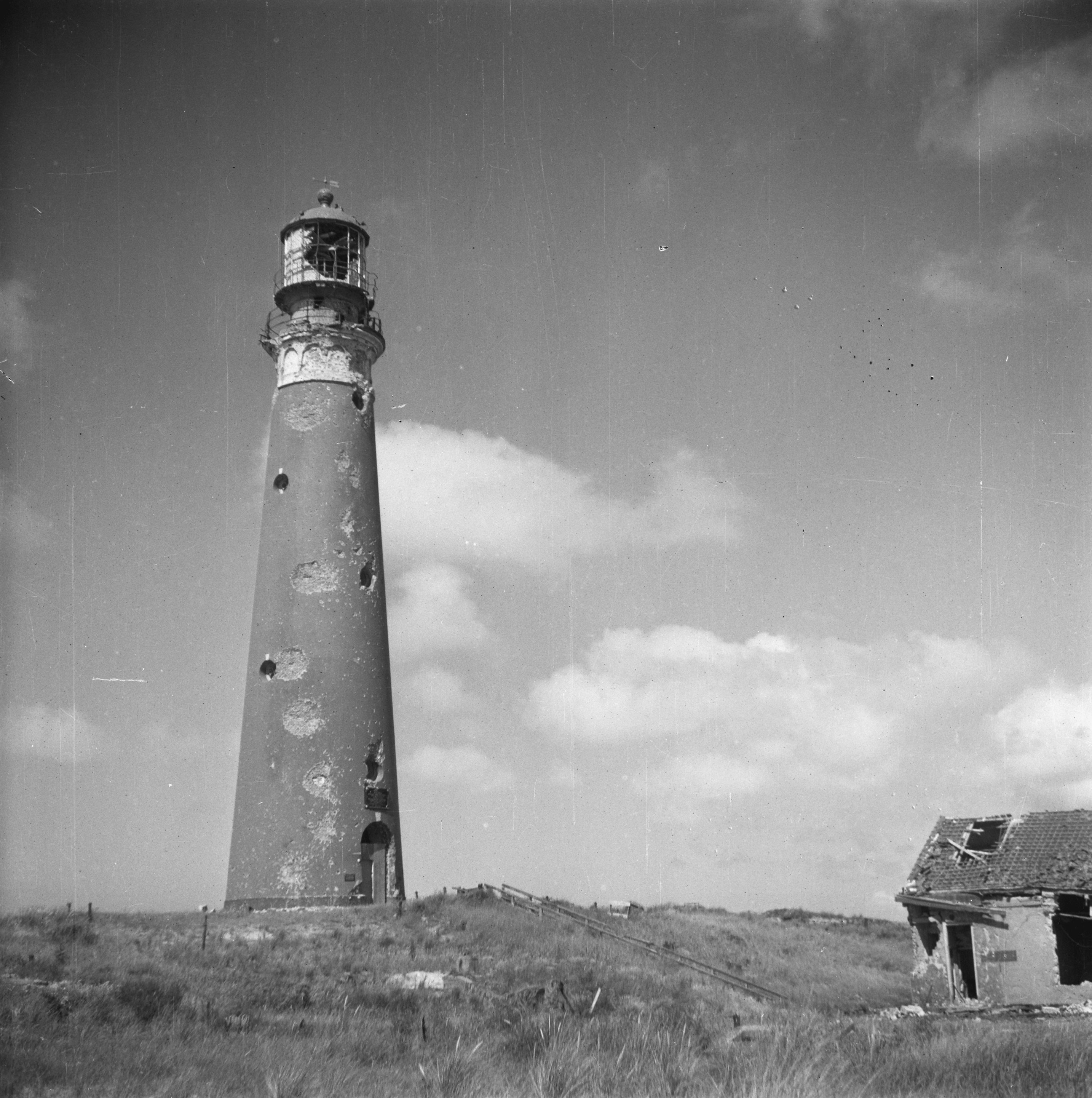
Det skadade fyrtornet.

Under det som lokalt kallas rysskriget (Russenoorlog), dödades 800 – vissa källor uppger upp till 2 000 – tyska soldater, 565 georgier och 117 ur lokalbefolkningen. Ett tjugotal bondgårdar brändes ner, och blodsutgjutelsen fortsatte även efter den tyska kapitulationen i Danmark och Nederländerna den 5 maj och den slutliga kapitulationen den 8 maj 1945. Lokala motståndsmän lyckades förhandla fram ett slags "vapenstillestånd" mellan de stridande parterna, och den 20 maj 1945 – 15 dagar efter Tysklands kapitulation – befriades Texel av kanadensiska trupper.

### Efterspel
På krigskyrkogården Loladze i Hoge Berg, uppkallad efter upprorsledaren Shalva Loladze, vilar 565 georgier. En rosenbuske har planterats för var och en.

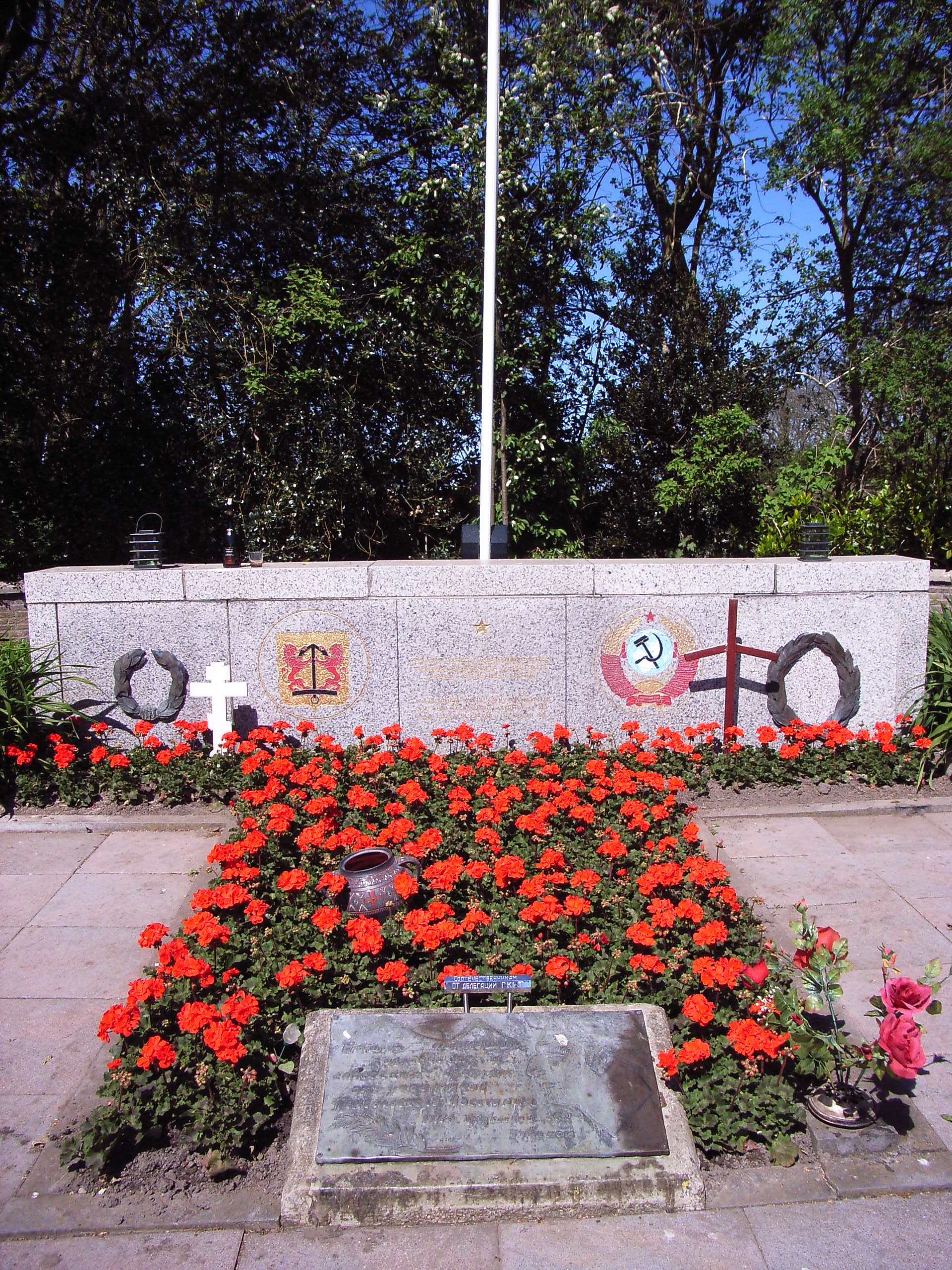

De flesta av de fallna tyskarna begravdes på kyrkogården i Den Burg. År 1949 flyttades de till soldatkyrkogården i Ysselsteyn, i Venray (Limburg).
Överlevande georgier, som hade gömt sig på ön efter striderna, skickades tillbaka till Sovjetunionen efter beslut på Jaltakonferensen. Många internerades därefter i sovjetiska arbetsläger. Först år 1956 släpptes de sista som en del av avstaliniseringen.